# Saint-Jacques-des-Blats
Saint-Jacques-des-Blats är en kommun i departementet Cantal i regionen Auvergne-Rhône-Alpes i mitten av Frankrike. Kommunen ligger  i kantonen Vic-sur-Cère som ligger i arrondissementet Aurillac. År 2022 hade Saint-Jacques-des-Blats 292 invånare.

## Befolkningsutveckling
Antalet invånare i kommunen Saint-Jacques-des-Blats
Referens:INSEE